# Río Tijuana
El río Tijuana es un río intermitente que fluye entre México y Estados Unidos, posee 195 km de largo, se ubica en la vertiente pacífica del Estado de Baja California en México y el sur de California en los Estados Unidos. Está formado por dos redes de desagüe que se unen dentro de la zona urbana de Tijuana.

## Ubicación
El río Tijuana surte agua por un área árida a lo largo de la frontera entre Estados Unidos y México,  que fluye a través de México en la mayoría de su curso; luego de cruzar la frontera baja 8 km hasta su desembocadura en el mar, en un estuario en el extremo sur de San Diego. Su curso inferior proporciona los humedales de la costa sin desarrollar por última vez en el condado de San Diego en medio de un entorno altamente urbanizado en el límite meridional de la localidad de Imperial Beach. 
El río Tijuana tiene dos afluentes principales; uno es el Arroyo Alamar o Río Alamar, que corre en su tramo norte en los Estados Unidos como Cottonwood Creek. Corre desde su nacimiento en las Montañas Laguna hacia el suroeste, donde está confinado por dos represas, Barrett y Morena, para abastecer de agua a la ciudad de San Diego. Cottonwood Creek está unido por Tecate Creek antes de ingresar a México, donde se lo conoce como río Tecate (en su curso por la localidad de Tecate ) y Arroyo Alamar desde el punto donde ingresa a México hasta su confluencia con el afluente más grande, el Arroyo de las Palmas, que forma la cabecera del río Tijuana que nace desde la Sierra de Juárez, en el norte de Baja California.
El Arroyo de las Palmas, el principal afluente del río Tijuana, fluye desde las montañas hacia el este hacia el embalse detrás de la Presa Abelardo L. Rodríguez. Río abajo, el agua fluye a través de Tijuana en un canal de concreto hasta la frontera internacional; allí continúa hacia el oeste a través del Valle del Río Tijuana por una distancia de aproximadamente 12 km hasta el estero y luego hasta el Océano Pacífico.
Sus tramos más bajos proporcionan los últimos humedales costeros sin desarrollar en el condado de San Diego en medio de un entorno altamente urbanizado en los límites de la ciudad Imperial Beach. El río ha sido objeto de una gran controversia en las últimas décadas con respecto a la contaminación, el control de inundaciones y la protección de la frontera entre Estados Unidos y México. 

Mapa de la cuenca del río Tijuana

## Descripción
El río Tijuana nace en la Sierra de Juárez del norte de Baja California, aproximadamente a 70 km(45mi) al ENE de Ensenada. Fluye al NO a través de Tijuana, cruzando la frontera aproximadamente a 8 km del Pacífico. Fluye hacia el oeste, bordeando la frontera internacional al sur de San Diego. Los 3 km (2mi) inferiores del río forman el amplio estuario de barro plano, y el estuario del río Tijuana es un hábitat rico para la vida silvestre, que incluye más de 370 especies de aves. 
El río es un río intermitente, que fluye naturalmente solo durante las lluvias. El río está confinado en México al sureste de Tijuana por la presa Abelardo L. Rodríguez para agua potable y riego (Distrito de riego del Valle del río Tijuana). En 1972, el gobernador de Baja California, Milton Castellanos Everardo, construyó barreras de concreto a lo largo de la orilla del río para evitar inundaciones durante su mandato con apoyo del gobierno federal de México. Se suponía que Estados Unidos construiría un sistema complementario de las barreras para garantizar que el caudal de inundación no regresara a México, sino que adoptó un plan de control de inundaciones con disipadores bajo la dirección del Ayuntamiento de San Diego, apoyado por la facultad de ciencias de la Universidad Estatal de San Diego, preservando el estuario, que luego fue designado santuario de vida silvestre y sitio RAMSAR, como la Reserva Nacional de Investigación del Estuario del río Tijuana.
La precipitación en la cuenca exhibe fuertes variaciones por temporadas, el período de noviembre a mayo es el más húmedo, algunas veces se presentan tormentas intensas que duran de tres a cuatro días, como consecuencia existe un flujo de corriente altamente variable. Durante las temporadas de verano y otoño, el flujo de agua en la cuenca es casi inexistente mientras que en los ciclos de invierno y primavera el agua corre a niveles altos, provocando algunas veces inundaciones.

## Canalización

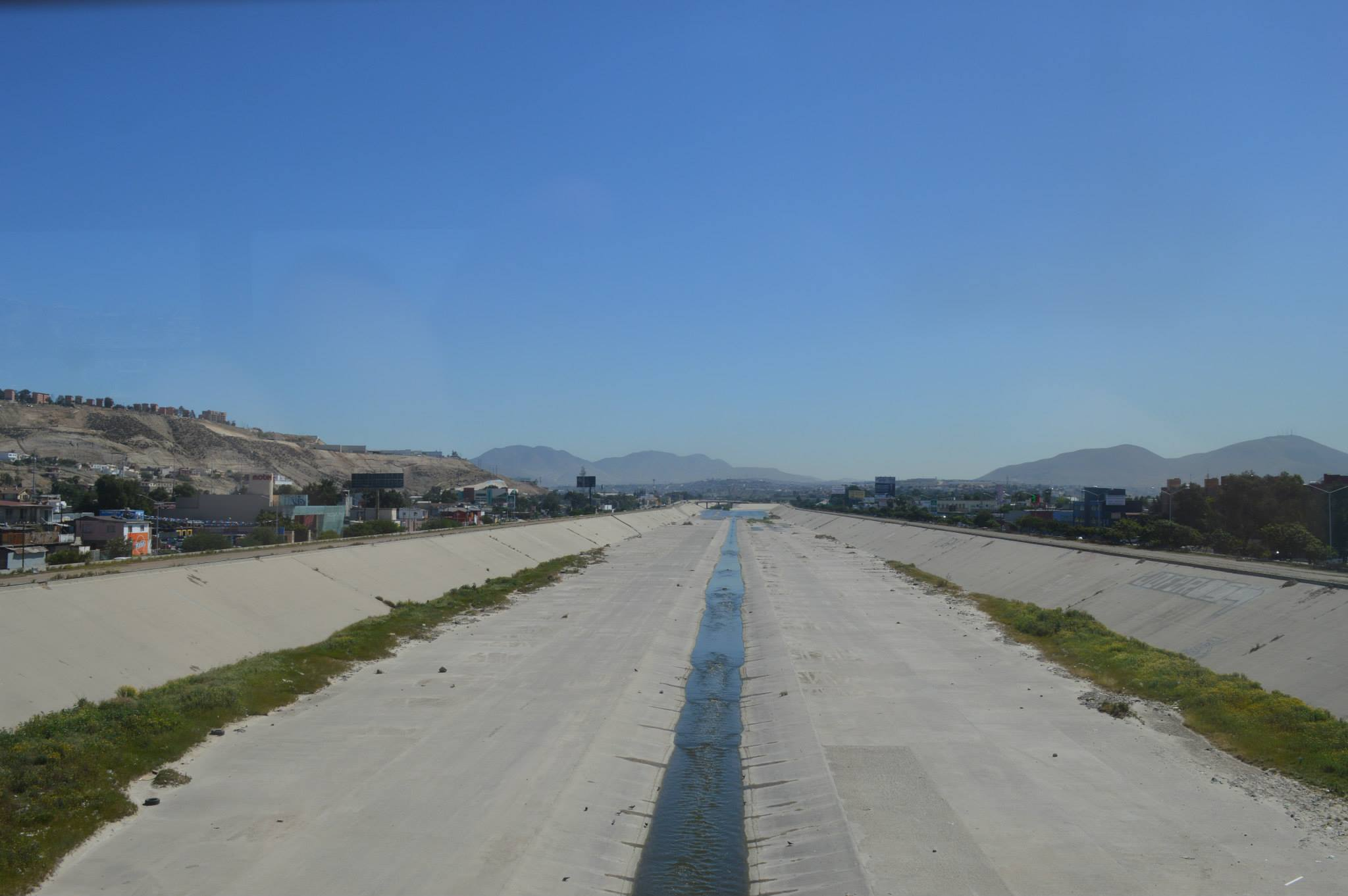
2.ª Etapa de la canalización del Río Tijuana

El río Tijuana y la zona aledaña a su cauce, que prácticamente pasa por el centro urbano del mismo nombre y la divide en dos; inició su canalización y urbanización en la década de 1970, durante el gobierno del presidente Luis Echeverría (1970-1976). El proyecto se planeó en tres etapas, la primera se inició oficialmente el 18 de julio de 1972 bajo la dirección de la Secretaría del Patrimonio Nacional (SEPANAL) y comprendía una superficie de 160 hectáreas, en un tramo lineal de 4,5 km. Partiendo de la línea fronteriza hasta el puente del ferrocarril Vía Corta Tijuana-Tecate, que se localiza en las inmediaciones del complejo escolar Agua Caliente. Previamente se tuvo que desalojar varios asentamientos humanos irregulares en el cauce, uno de los cuales fue “Cartolandia” asentamiento de casas hechas de madera y cartón, contiguos al centro de la ciudad y la aduana de San Ysidro.  
Esta primera etapa, conocida entre sus habitantes como Zona Urbana Río Tijuana, es en la actualidad el distrito comercial y financiero, así mismo alberga las sedes de la administración pública y el Centro Cultural de Tijuana
La segunda etapa, de 4 km, comprende desde el puente del ferrocarril, hasta la Carretera Federal 2, cercana de la confluencia con el arroyo Alamar, rodeado de varias zonas habitacionales e industriales cercanos a la vía del ferrocarril; la tercera y más reciente en terminación de construcción, parte desde la confluencia hasta la presa Abelardo L. Rodríguez, desarrollándose en sus alrededores del cauce otras zonas habitaciones, comerciales e industriales y un parque público planificado como parque principal de la ciudad, las barreras de concreto terminan cerca de la planta de tratamiento de aguas, dejando un tramo de 2.5 km por un cañón rocoso sin alteración humana hasta la presa Abelardo L. Rodríguez.